# Vlag van Ambt Delden

Gemeentevlag van Ambt Delden
(1984-2001)

Onofficiële gemeentevlag van Ambt Delden
(voor 1984)

De vlag van Ambt Delden is op 23 februari 1984 bij raadsbesluit vastgesteld als de gemeentelijke vlag van de Overijsselse gemeente Stad Delden. Op 1 januari 2001 ging de gemeente op in de gemeente Hof van Twente, waardoor de vlag als gemeentevlag kwam te vervallen.

## Beschrijving
De beschrijving luidt: 
Blauw, aan de broekzijde beladen met drie uitgerukte lindebomen van geel, geplaatst 2, 1.
De vlag toont in principe hetzelfde beeld als het gemeentewapen, maar de bomen zijn op een wijze geordend die voor een vlag gebruikelijk is.

## Eerdere vlag
Voor 1984 werd een andere vlag gebruikt die nooit officieel is vastgesteld. Deze vlag kan worden beschreven als:
Drie banen van gelijke hoogte geel-blauw-geel,

## Verwante symbolen

Wapen van Ambt Delden

Ambt Delden 
· Avereest 
· Bathmen 
· Blokzijl 
· Brederwiede 
· Den Ham 
· Denekamp 
· Diepenheim 
· Diepenveen 
· Genemuiden 
· Goor 
· Gramsbergen 
· Hasselt 
· Heino 
· Holten 
· IJsselham 
· IJsselmuiden 
· Markelo 
· Nieuwleusen 
· Noordoostpolder 
· Olst 
· Ootmarsum 
· Rijssen 
· Stad Delden 
· Steenwijk 
· Steenwijkerwold 
· Urk 
· Vollenhove 
· Vriezenveen 
· Wanneperveen 
· Weerselo
· Wijhe 
· Zwartsluis 
· Zwollerkerspel